# Pararhopaea minor
Pararhopaea minor är en skalbaggsart som beskrevs av Britton 1978. Pararhopaea minor ingår i släktet Pararhopaea och familjen Melolonthidae. Inga underarter finns listade i Catalogue of Life.